# Stegodon
Stegodon – rodzaj wymarłych ssaków z rzędu trąbowców, które żyły od pliocenu do plejstocenu na terenie Azji.
Niewielka populacja karłowatych stegodonów żyła jeszcze ok. 12 tys. lat temu na wyspie Flores obok Homo floresiensis, będąc przypuszczalnie obiektem polowań.
Skamieniałości odkryte w chińskich prowincjach Junnan i Zhejiang mogą dowodzić przetrwania stegodonów do holocenu, jeszcze ok. 7815 ± 385 lat temu (skamieniałości z Zhejiang) lub nawet 4100 lat temu (pojedynczy ząb trzonowy z Junnan); Turvey i współpracownicy (2013) stwierdzili jednak, że rzekome skamieniałości holoceńskich stegodonów z Junnan i Zhejiang zaginęły, co uniemożliwia weryfikację ich wieku. Autorzy podjęli próbę datowania skamieniałości znalezionych razem z kośćmi stegodonów w prowincji Zhejiang, jednak brak kolagenu w zachowanych kościach uniemożliwił datowanie, w konsekwencji przetrwanie stegodonów do holocenu na terenie Chin nie zostało potwierdzone.

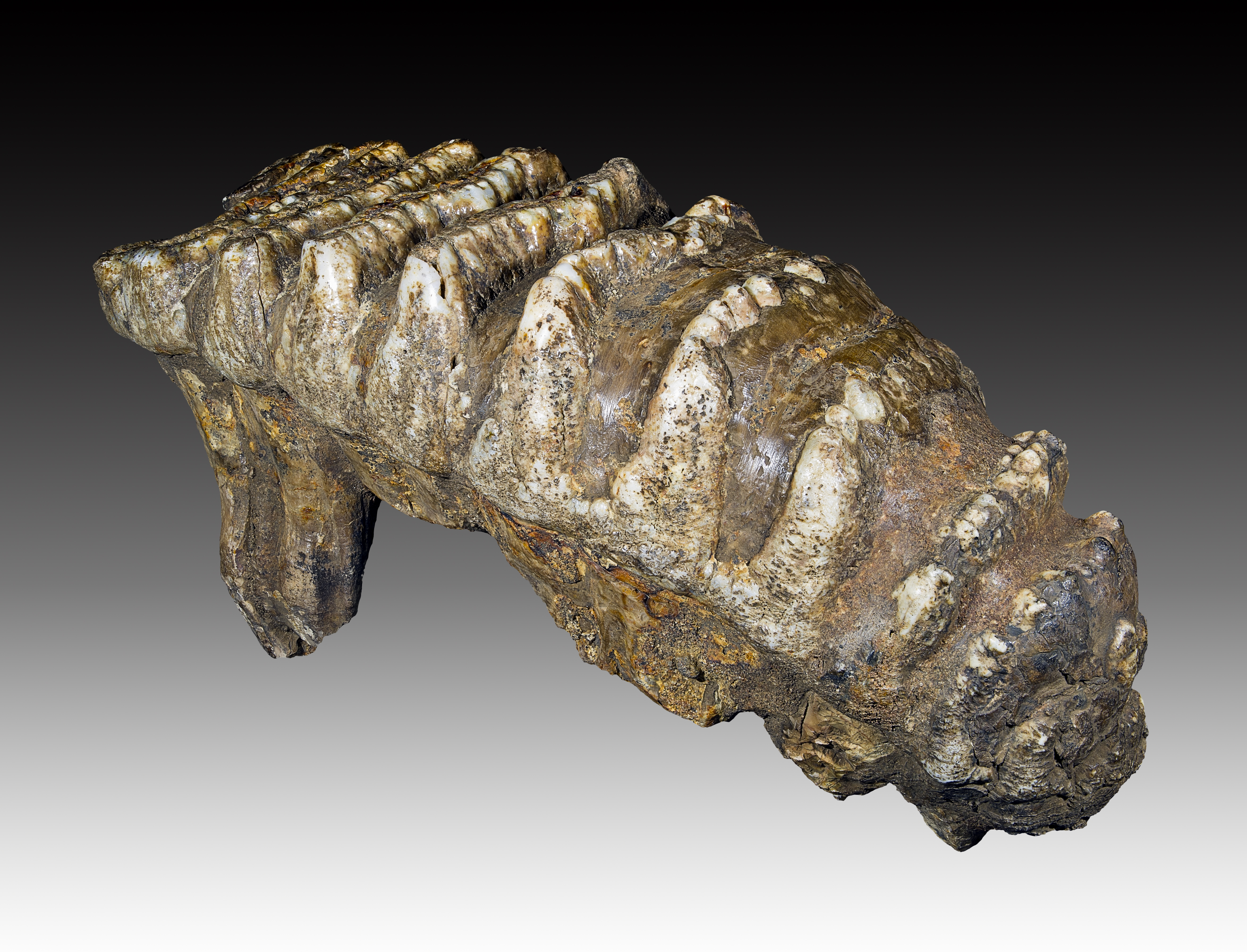
Stegodon trigonocephalus – ząb trzonowy

Nazwa Stegodon – od gr. słów stegein (‘pokrywać; dach’) oraz odon (‘ząb’) – została nadana ze względu na charakterystyczną budowę zębów trzonowych. Inną charakterystyczną cechą były tak blisko osadzone ciosy, że nie mieściła się między nimi trąba.
Uważa się, że stegodony wyewoluowały ze stegolofodonów i były grupą siostrzaną względem mamutów oraz współczesnych słoni indyjskich (Elephas maximus).
Znanych jest kilka gatunków stegodonów:
- Stegodon sompoensis
- Stegodon airawana
- Stegodon aurorae
- Stegodon ganesha
- Stegodon huanghoensis
- Stegodon orientalis
- Stegodon shinshuensis
- Stegodon trigonocephalus
- Stegodon sondaari
- Stegodon florensis